# Tobias Hume

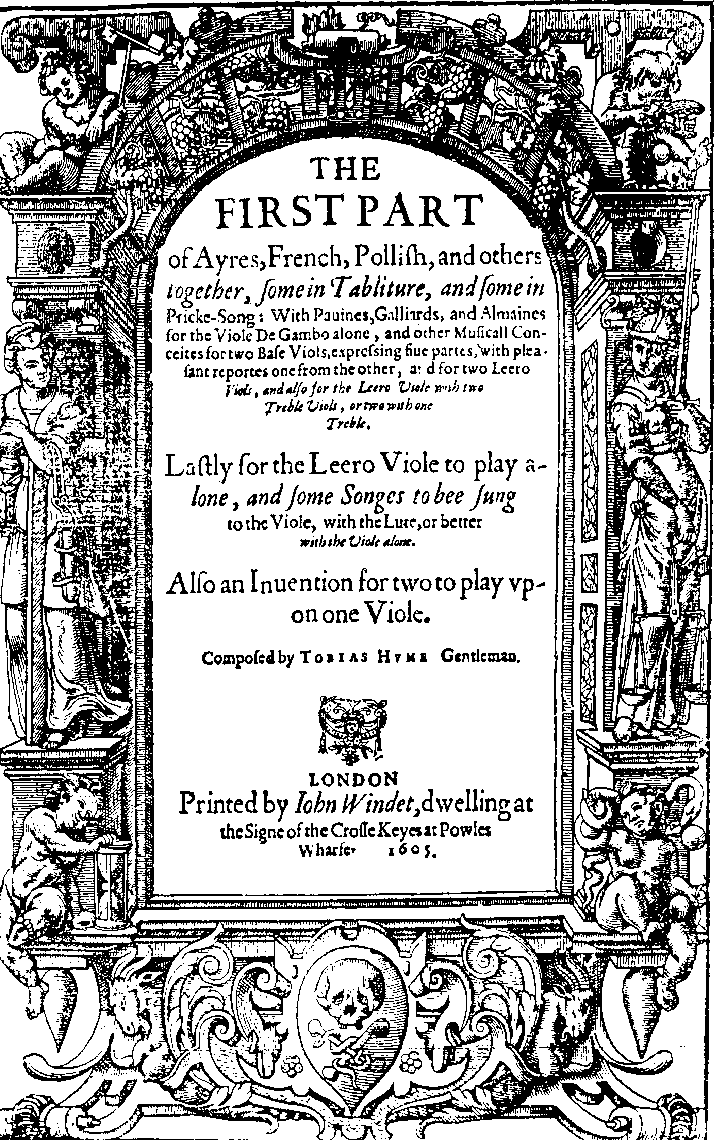
Tiêu đề trang First Part of Ayres (1605), in bởi John Windet

Tobias Hume (có thể 1569 – 16 tháng tư 1645) là nhà soạn nhạc, nghệ sĩ đàn viol và lính người Anh.
Cuộc sống của ông ít được biết đến. Một số người cho rằng ông sinh năm 1569 vì ông đã được nhận vào Charterhouse London vào năm 1629, một điều kiện tiên quyết để có được ít nhất là 60 tuổi, mặc dù không có sự chắc chắn về điều này. Cuộc sống của ông như một người lính chuyên nghiệp và có lẽ là lính đánh thuê. Ông là sĩ quan quân đội Thụy Điển và Nga.
Âm nhạc được công bố của ông bao gồm tác phẩm dành cho viol (trong đó có nhiều công trình solo cho lyra viol) và các bài hát. Chúng đã được tập hợp trong hai bộ sưu tập, The First Part of Ayres (hoặc Musicall Humors, 1605) và Captain Humes Poeticall Musicke (1607). Ông được xem như là nghệ sĩ đàn viol kì cựu.
Vào Giáng sinh năm 1629 ông vào Charterhouse. Tháng 7 năm 1642, ông xuất bản True Petition of Colonel Hume.

## Tác phẩm
- The First Part of Ayres (Musicall Humors) (1605)
- Captain Humes Poeticall Musicke (1607)
- True Petition of Colonel Hume (1642)